# Rosier de Noisette
Hybride
Parent  hypothétique A de l'hybridation 
  Rosa chinensis 
×

Parent hypothétique B de l'hybridation 
  Rosa moschata 
Classification phylogénétique
Le rosier Noisette (Rosa ×noisettaeana Thory) est une espèce de plantes à fleurs de la famille des Rosaceae. C'est un rosier hybride spontané découvert par Louis Claude Noisette vers 1814 et dédié à son découvreur par Claude Antoine Thory (sous le nom de Rosa noisettiana) dans son ouvrage Les Roses, illustré par Redouté.
Cet hybride est à l'origine d'une classe de rosiers, les « rosiers Noisette » et les « rosiers thé-Noisette », issus de semis puis d'hybridations effectués par des rosiéristes au cours du XIXe siècle.
Les rosiers de Noisette ont hérité du parfum (et parfois de la frilosité) de leur ascendant Rosa chinensis et de la floribundité de leur ascendant Rosa moschata.
Le premier rosier de Noisette est connu dans le commerce sous le nom de « Blush Noisette ».

## Historique
L'origine des rosiers Noisette et des rosiers Thé-Noisette est due à John Champneys, un planteur de riz et botaniste de Charleston en Caroline du Sud, en 1811.
Champneys était le voisin de Philippe Noisette, un Français qui avait reçu du gouvernement une mission pour l'Amérique, et s'était établi en Caroline du Sud. Tous deux étaient membres de la "South Carolina Horticultural Society".
Philippe Noisette donna à Champneys un plant de rosier 'Old Blush' qu'il avait lui-même reçu de son frère Louis. Champneys utilisa 'Old Blush' pour féconder un Rosa moschata et obtint ainsi une nouvelle variété à grosses fleurs roses, odorantes, en bouquets abondants, mais non remontants. Champneys nomma d'abord cette nouvelle variété Rosa moschata hybrida puis 'Champneys’ Pink Cluster' ("le bouquet rose de Champneys", Rosa moschata × 'Old Blush'). Champneys donna des graines de ce nouveau rosier à Philippe Noisette pour le remercier de lui avoir offert le plant de 'Old Blush'. Noisette sema ces graines et envoya alors à son frère ces plants grâce auxquels Louis Noisette obtint 'Blush Noisette', le premier rosier Noisette qui, lui, sera remontant.

## Description
- Blush Noisette, le Rosa ×noisettaeana de Thory, semis de Champney's Pink Cluster, remontant obtenu par Louis Noisette en 1814. C'est un rosier buisson haut de 2 mètres, qui, palissé, monte à 5 mètres. Les fleurs sont en coupe, presque doubles, rose lilas.

## Rosiers Noisette

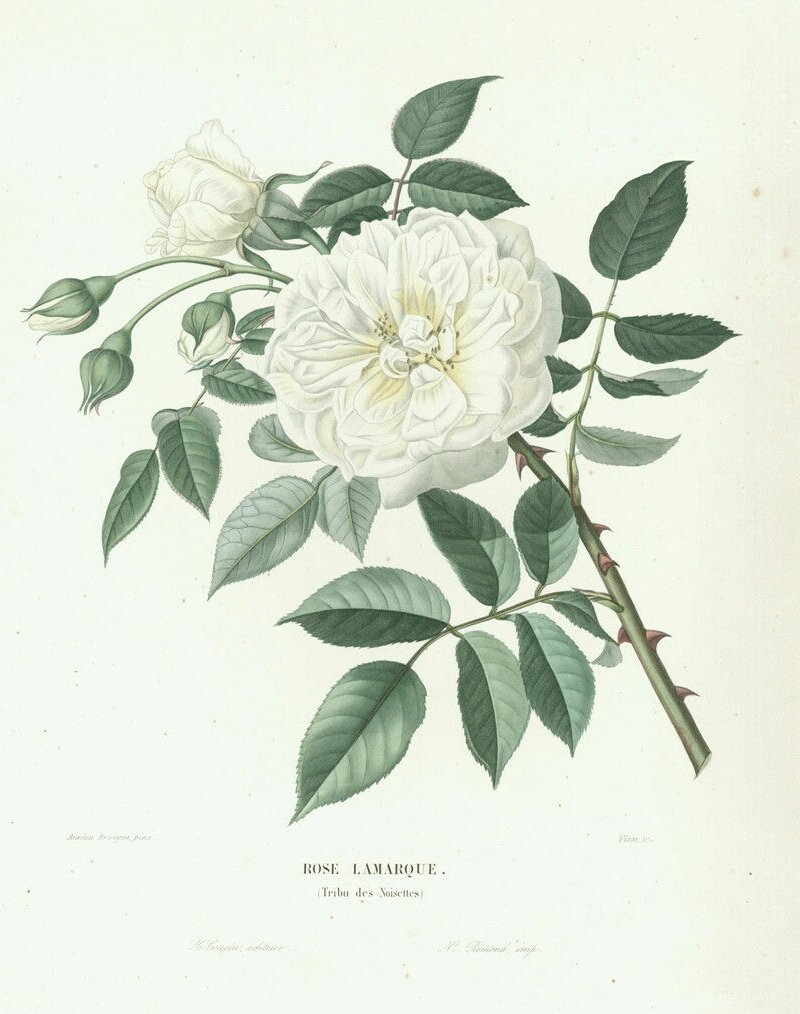
Rose 'Lamarque' (Maréchal, 1830).

Ce sont des rosiers vigoureux, presque inermes, aux fleurs odorantes en bouquets.
- 'Champney's Pink Cluster', à grosses fleurs roses,
- 'Aimée Vibert' ou 'Bouquet de Mariée' ('Champney's Pink Cluster' × hybride de Rosa sempervirens, Vibert, 1828), aux petites fleurs très doubles en bouquets, blanches.
- 'Céline Forestier' (Trouillard, 1842), crème nuancé de jaune.
- 'Coquette des Blanches' (Lacharme, 1871), aux couronnes de fleurs blanches aux nuances carnées.
- 'Belle Vichyssoise' (Lévêque, 1897), grimpant remontant aux fleurs en pompons de couleur rose très pâle.

## Hybrides: les thé Noisette
- Le premier thé Noisette est l'hybride d'un Rosa odorata à fleurs jaunes avec 'Blush Noisette', c'est un rosier à fleurs jaune pâle teinté d'abricot, baptisé 'Jaune Desprez', et obtenu par Desprez en 1830.
- 'Gloire de Dijon' jaune teinté d'ivoire, aux très grandes fleurs en coupe est un hybride de 'Jaune Desprez' obtenu par Jacotot en 1853.
- 'Maréchal Niel' (Pradel 1864) fleurs jaunes
- 'Rêve d'Or' (Ducher 1869) jaune pâle, très florifère, qui a donné naissance en particulier à 'Madame Pierre Cochet' (Cochet 1891).
- 'William Allen Richardson' à fleurs doubles couleur chamois (Ducher 1878) sport de 'Rêve d'Or' comme 'Duchesse d'Auerstädt'.
- 'Madame Alfred Carrière', obtenu par Schwartz en 1879, pour certains le plus beau rosier par la forme et la couleur blanc rosé de ses fleurs, leur abondance, la durée de floraison et leur odeur. De très anciens pieds sont fréquents dans les anciens jardins.
- 'Wasily Chludoff', obtenu par Nabonnand en 1886, de couleur rose, très vigoureux sous le climat méditerranéen.
- 'Crépuscule' (Dubreuil, 1904), l'un des derniers Noisette, fameux pour sa couleur orangée.

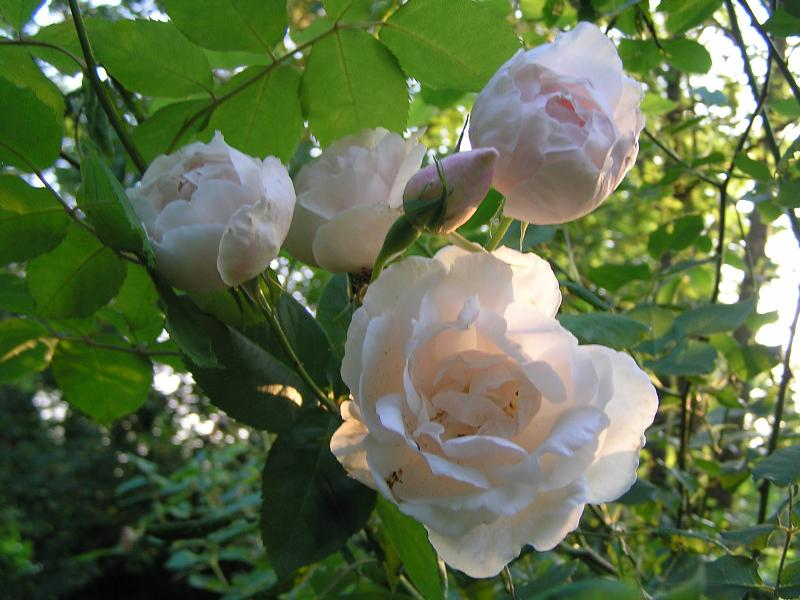
'Mme Alfred Carrière'

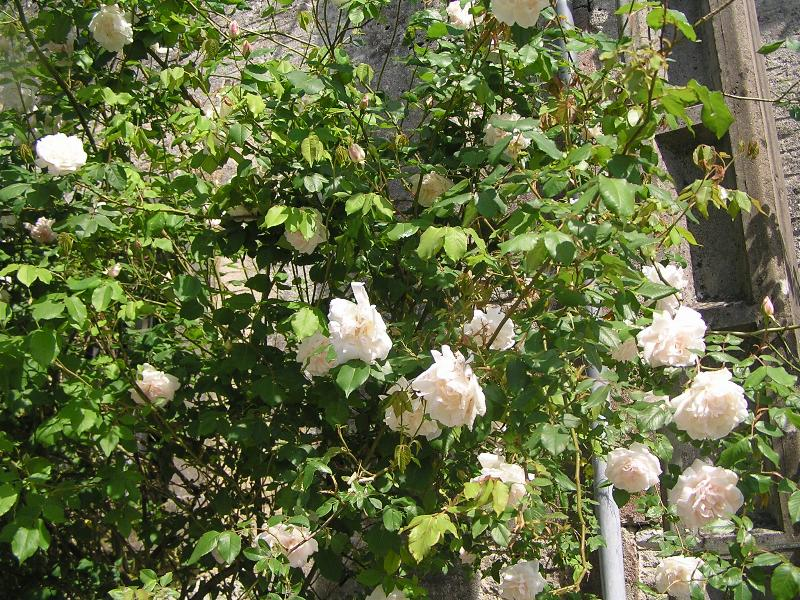
'Mme Alfred Carrière'

## Un jardin dédié à Orangeburg
Le 18 septembre 2008, un jardin de la rose Noisette (Noisette Rose Garden) a été inauguré à Orangeburg, en Caroline du Sud, dans les jardins appelés "Edisto Memorial Gardens". Créé par la ville d'Orangeburg et la South Carolina Rose Society, ce jardin abrite 54 variétés de roses Noisette.
Bill Patterson, président de la S.C. Rose Society, estime qu'il y avait environ 250 variétés de rosiers de Noisette en Caroline du Sud dans les années 1800, et qu'il en existe encore 75 à 80 de nos jours. La rose Noisette est la seule rose originaire des États-Unis.